# Carta nazionale dei servizi
La carta nazionale dei servizi (CNS) è un documento personale italiano che contiene informazioni di natura fiscale e sanitaria e consente di usufruire di vari servizi pubblici.
Con il Decreto del presidente della Repubblica 2 marzo 2004, n. 117 è stato emanato il "Regolamento concernente la diffusione della carta nazionale dei servizi, secondo quanto previsto dalla legge 16 gennaio 2003, n. 3.

## Descrizione generale
Ha l'obiettivo di consentire la fruizione dei servizi previsti per la CIE agli utenti che non dispongono ancora del nuovo documento elettronico e integra le funzioni della tessera sanitaria (TS) del servizio sanitario nazionale (SSN). La completa corrispondenza informatica tra CNS e CIE assicura l'interoperabilità tra le due carte e la possibilità per i cittadini di accedere ai servizi online della pubblica amministrazione con entrambe le tessere.
Identifica uno standard secondo il quale possono essere emesse da enti diversi: ad esempio, la carta regionale dei servizi (CRS) emessa dalle regioni Friuli-Venezia Giulia, Lombardia, Piemonte, Puglia, Sicilia, Toscana e Umbria e dalle province autonome di Bolzano e Trento è contemporaneamente TS e CNS, permettendo quindi l'accesso a tutti i servizi nazionali.

## Dettagli tecnici
La carta nazionale dei servizi è una smart card formato ISO/IEC 7810:2003 ID-1 (85,60 × 53,98 × 0,76 mm) che segue lo standard ISO/IEC 7816 e presenta un sistema di crittografia asimmetrica necessario per garantire l'autenticità della carta stessa. Al suo interno sono memorizzati i seguenti dati:
- codice PIN, necessario per accedere alla chiave privata della smart card
- codice PUK, codice necessario per sbloccare la smart card in caso di 3 tentativi di accesso con PIN sbagliato
- chiave privata RSA a 1024 bit, necessaria per firmare digitalmente[1] documenti o garantire l'accesso ai servizi online
- chiave pubblica RSA a 1024 bit, necessaria per controllare l'autenticità di documenti firmati digitalmente con la stessa smart card (esportabile)
- un certificato digitale in standard X.509
- ID della carta, per identificare univocamente la carta nel territorio nazionale
- Dati personali come il nome, cognome e il codice fiscale.

Le CNS emesse dalle varie Regioni sono dotate di chip differenti, sia su base regionale che temporale: a seconda del chip installato sulla propria carta si dovrà utilizzare un software diverso.

## Requisiti per l'utilizzo
Per usare la CNS occorre: 
- attivarla presso gli sportelli dell'ASL abilitati in ogni regione per ricevere il PIN della stessa o in alternativa presso una farmacia abilitata (al costo di 3€);
- scaricare i driver compatibili con lo standard PKCS#11 che si trovano sui singoli siti regionali;
- disporre di un lettore di smart card compatibile con le specifiche PC/SC.

## I servizi fruibili
Consente parimenti alla carta d'identità elettronica di fruire di vari servizi, sia erogati a livello nazionale, come quelli offerti dall'INPS, che regionali presso una delle regioni d'Italia, come la consultazione del fascicolo sanitario elettronico, ottenere esenzioni da reddito, sgravi per spese sanitarie, ricette del SSN.